# دارنل فیشر
دارنل فیشر (انگلیسی: Darnell Fisher؛ زادهٔ ۴ آوریل ۱۹۹۴) بازیکن فوتبال اهل بریتانیا است.
از باشگاه‌هایی که در آن بازی کرده‌است می‌توان به باشگاه فوتبال سلتیک و باشگاه فوتبال سنت جانستون اشاره کرد.